# 廣角鏡 (電視節目)
《廣角鏡》（英語：Panorama）是一個BBC電視時事紀錄片節目。第一次播出於1953年，是世界上最長壽的時事電視節目。《廣角鏡》曾被多位知名BBC主持人主持，包括Richard Dimbleby、Robin Day、David Dimbleby和Jeremy Vine。2012年，它依然在英国广播公司第一台的黃金時段播出，但沒有固定的主持人。

## 外部連結
- 在BBC Programmes了解《Panorama》（英文）

- Panorama （页面存档备份，存于） Encyclopedia of Television
- Panorama returns to prime-time TV （页面存档备份，存于） BBC News, 18 July 2006

"Scientology and Me"
- Scientology and Me: transcript （页面存档备份，存于）, Panorama, BBC News, 11 May 2007
- BBC Panorama – Desperate Lies; "Counter-documentary" prepared by the Church of Scientology